# Jan I (markiz Montferratu)
Jan I (ur. ok. 1275, zm. 9 stycznia 1305) – markiz Montferratu od 1292-1305. 
Był synem Wilhelma VII i jego drugiej żony Beatrycze, córki Alfonsa X Mądrego. W młodości kiedy jego ojciec znalazł się w więzieniu Alessandrii (1292). Jan jako jedyny dziedzic został wysłany dla bezpieczeństwa na dwór Karola II Kulawego. Po śmierci ojca w niewoli w 1292 objął władzę jako ostatni przedstawiciel Dynastii Aleramitów. Jego krótkie rządy były areną walki o Mediolan z Dynastią sabaudzką. Jego żoną była Małgorzata (1295?–1349), córka Amadeusza V Wielkiego. Po jego śmierci władzę w margrabstwie Montferratu objął jego siostrzeniec Teodor I Paleolog. Był on synem cesarza bizantyńskiego Andronika II Paleologa i siostry Jana I - Jolanty z Montferratu.
Dzięki temu małżeństwu ród hrabiów de Montferrat przestał tytułować się i rościć pretensje do tytułu Królów Tesaloniki.